# Sami Saif
Sami Martin Saif (1972) is een Deens documentairemaker.
Sami Saif studeerde in 1997 af van de Deense Filmacademie met de korte film The UFO War. Hij werkte vervolgens voor de Deense omroep DR, voornamelijk op de kinder- en jeugdafdeling.
In 2000 regisseerde Saif The Video Diary of Ricardo López, gebaseerd op de laatste dagen van de stalker Ricardo López, die geobsedeerd was door de IJslandse zangeres Björk. Zijn volgende documentaire was Family, die hij samen met Phie Ambo regisseerde en waarvoor zij verschillende prijzen kregen. De documentaire geeft inzicht in zijn zoektocht naar zijn vermiste vader. Andere documentaire films waarvoor hij prijzen of nominaties kreeg waren Dogville Confessions (2003) en Tommy (2010) over zanger, componist en muzikant Tommy Seebach.

## Filmografie
Documentaires
- 1995: The UFO War, korte tv-film
- 2000: The Video Diary of Ricardo López
- 2001: Family, met co-regisseur Phie Ambo
- 2003: Dogville Confessions
- 2004: American Short, korte documentaire
- 2006: Awaiting, korte documentaire
- 2006: Mit Danmark
- 2009: Paradis
- 2010: Tommy, over Tommy Seebach
- 2016: The Allins
- 2020: Tove I stykker / A Writer Named Tove, over Tove Ditlevsen